# سقوط هيت (2014)
سقوط هيت أو معركة هيت الأولى هي معركة دارت رحاها بين تنظيم الدولة الإسلامية والجيش العراقي للسيطرة على مدينة هيت في محافظة الأنبار بالعراق، بدأت المعركة في 2 أكتوبر 2014 وإنتهت في 14 أكتوبر بسيطرة تنظيم الدولة الإسلامية على كامل المدينة بعد انسحاب الجيش العراقي.